# Kurcums (przystanek kolejowy)
Kurcums (ros. Курцумс) – przystanek kolejowy i mijanka w miejscowości Kurcums, w gminie Dyneburg, na Łotwie. Leży na linii dawnej Kolei Warszawsko-Petersburskiej.
W dwudziestoleciu międzywojennym była to stacja kolejowa.